# Thabo Nthethe
Thabo Nthethe (ur. 3 października 1984 w Bloemfontein) – południowoafrykański piłkarz grający na pozycji środkowego obrońcy.

## Kariera klubowa
Swoją karierę piłkarską Nthethe rozpoczął w klubie Bloemfontein Celtic FC. W 2004 roku awansował do kadry pierwszego zespołu i w sezonie 2004/2005 zadebiutował w nim w rozgrywkach Premier Soccer League. W sezonie 2006/2007 stał się podstawowym zawodnikiem Bloemfontein Celtic. W sezonie 2011/2012 zdobył z nim Telkom Knockout. W latach 2014–2018 występował w Mamelodi Sundowns FC. W sezonach 2013/2014, 2015/2016 i 2017/2018 wywalczył z nim trzy mistrzostwa kraju, a w sezonie 2014/2015 zdobył Puchar Południowej Afryki. W sezonie 2018/2019 był zawodnikiem najpierw Chippa United FC, a następnie Baroka FC. W sezonie 2019/2020 występował w TS Galaxy FC, w którym zakończył karierę.
| Sezon   | Klub                 | Kraj              | Rozgrywki               | Mecze | Bramki |
| ------- | -------------------- | ----------------- | ----------------------- | ----- | ------ |
| 2004/05 | Bloemfontein Celtic  | Południowa Afryka | PSL                     | 8     | 0      |
| 2005/06 | Bloemfontein Celtic  | Południowa Afryka | PSL                     | 3     | 0      |
| 2006/07 | Bloemfontein Celtic  | Południowa Afryka | PSL                     | 22    | 0      |
| 2007/08 | Bloemfontein Celtic  | Południowa Afryka | PSL                     | 14    | 2      |
| 2008/09 | Bloemfontein Celtic  | Południowa Afryka | PSL                     | 26    | 0      |
| 2009/10 | Bloemfontein Celtic  | Południowa Afryka | PSL                     | 27    | 2      |
| 2010/11 | Bloemfontein Celtic  | Południowa Afryka | PSL                     | 24    | 0      |
| 2011/12 | Bloemfontein Celtic  | Południowa Afryka | PSL                     | 27    | 0      |
| 2012/13 | Bloemfontein Celtic  | Południowa Afryka | PSL                     | 29    | 1      |
| 2013/14 | Bloemfontein Celtic  | Południowa Afryka | PSL                     | 14    | 2      |
| 2013/14 | Mamelodi Sundowns FC | Południowa Afryka | PSL                     | 15    | 1      |
| 2014/15 | Mamelodi Sundowns FC | Południowa Afryka | PSL                     | 20    | 0      |
| 2015/16 | Mamelodi Sundowns FC | Południowa Afryka | PSL                     | 29    | 1      |
| 2016/17 | Mamelodi Sundowns FC | Południowa Afryka | PSL                     | 14    | 3      |
| 2017/18 | Mamelodi Sundowns FC | Południowa Afryka | PSL                     | 1     | 0      |
| 2018/19 | Chippa United FC     | Południowa Afryka | PSL                     | 8     | 0      |
| 2018/19 | Baroka FC            | Południowa Afryka | PSL                     | 0     | 0      |
| 2019/20 | TS Galaxy FC         | Południowa Afryka | National First Division | 7     | 0      |

## Kariera reprezentacyjna
W reprezentacji Republiki Południowej Afryki Nthethe zadebiutował 13 października 2009 roku w przegranym 0:1 towarzyskim meczu z Islandią, rozegranym w Reykjavíku. W 2013 roku został powołany do kadry na Puchar Narodów Afryki 2013. Od 2009 do 2014 rozegrał w kadrze narodowej 21 meczów i strzelił 1 gola.